# Ischnura rurutana
Ischnura rurutana là một loài chuồn chuồn kim trong họ Coenagrionidae.
Ischnura rurutana được miêu tả khoa học năm 2010 bởi Englund & Polhemus.